# Talsperre Hracholusky
Die Talsperre Hracholusky (tschechisch Vodní nádrž Hracholusky) ist eine Brauchwassertalsperre an der Mže/Mies in Tschechien. Sie befindet sich 20 Kilometer westlich von Pilsen am Übergang zwischen dem Tepler Hochland und Pilsener Hügelland. Der Stausee wird zu Erholungszwecken genutzt und ist von Feriensiedlungen umgeben.

## Geographie
Der Staudamm befindet sich anderthalb Kilometer westlich von Újezd nade Mží auf der Gemeindegrenze mit Úlice im Okres Plzeň-sever. Der Stauraum erstreckt sich über 22,5 Kilometer nach Westen bis Vranov und umfasst neben dem mäanderreichen Kerbsohlental der Mže auch die unteren Täler ihrer Zuflüsse Úterský potok, Žebrácký potok und Luční potok. Linksseitig des schmalen Stausees mit seinem zumeist steilen und felsigen Uferzonen liegen flussabwärts die Orte Butov, Malovice, Blahousty, Zelenkův Mlýn, Čerňovice, Těchoděly sowie die Burgstätten Vojenský tábor und Staré Lipno. Rechts des gefluteten Tales befinden sich die Ortschaften Vranov, Válečkův Mlýn, Beraní Dvůr, Nový Dvůr, Český Mlýn, Rájov und Hracholusky.
Südöstlich von Malovice überquert die Bahnstrecke Pňovany–Bezdružice den Stausee auf der 44 m hohen Fischbauchträgerbrücke Pňovanský most. Zwischen Zelenkův Mlýn und Nový Dvůr wird die Ortsverbindungsstraße Čerňovice-Pňovany auf einer 23 hohen Betonbrücke über das geflutete Tal geführt. Südlich des Stausees verläuft die Bahnstrecke Plzeň–Cheb. Zwei Kilometer südöstlich des Dammes befindet sich die Burgruine Buben.

## Geschichte
Bis zur Mitte des 20. Jahrhunderts war das tief eingeschnittene, teils felsige und durch ausgedehnte Wälder führende Tal der Mže östlich von Stříbro, das die Grenze zwischen der Stříbrská pahorkatina (Mieser Hügelland) und der Bezdružická vrchovina (Weseritzer Hügelland) nur schwach besiedelt. Die Wasserkraft des Flusses wurde zum Betrieb mehrerer Mühlen genutzt. Bei der Český mlýn (Böhmischmühle) entstand zum Ende des 19. Jahrhunderts ein Sägewerk. Zwischen 1922 und 1926  wurde die Mies an der Einmündung des Neumarkter Baches zum Betrieb eines Wasserkraftwerkes mit einer Leistung von 552 kW mit einem vier Meter hohen Damm aufgestaut. Dadurch wurde die Blahoustský mlýn (Blahussener Mühle) überflutet. Der Stausee diente zugleich als Brauchwasserreservoir für die Pilsener Industrie.
In den 1950er Jahren konnte der kleine Stausee den gestiegenen Wasserbedarf der Industrie und Landwirtschaft nicht mehr gewährleisten. Der Nationalausschuss des Plzeňský kraj beschloss deshalb im Jahre 1959, an der Mže eine größere Talsperre zur ausreichenden Versorgung der Škoda-Werke, des Pilsener Heizkraftwerks und der Landwirtschaft mit Brauchwasser zu errichten. Zugleich sollte die Talsperre auch dem Hochwasserschutz und der Energieerzeugung dienen und bei Niedrigwasser einen konstanten Minimalwasserstand der Mže gewährleisten. Des Weiteren sollte der Stausee zu Erholungszwecken und der Fischerei genutzt werden. 
1964 war der Damm vollendet und der Aufstau begann. Überflutet wurden unterhalb der Mündung des Úterský potok die Dörfer Dolany (Dollana) und Těchoděly (Tichodil), das Wasserkraftwerk Pňovany, die Mühlen Düsterův mlýn (Düstermühle), Český mlýn, Německý mlýn (Deutsche Mühle), Obecní mlýn Dolanský (Dollaner Gemeindemühle), Hracholuský mlýn (Rakoluser Mühle), Obecní mlýn v Těchodělech (Tichodiler Gemeindemühle) und Hublův mlýn (Hobelmühle) sowie Teile von Hracholusky (Rakolus). Auch Teile von Butov (Wuttau) im oberen Teil des Stausees wurden überschwemmt.

## Beschreibung
Der 26,5 m hohe und 270 m lange Erdschüttdamm mit Lehmkerndichtung ist mit zwei Überlaufen ausgestattet. Im rechten Teil der Krone befindet sich ein Seitenüberlauf mit langer Eisenbetonrutsche. Außerdem ist die Talsperren noch mit einem Schachtüberlauf ausgestattet, dessen Krone den Seitenüberlauf um einen halben Meter überragt. Über den Schachtüberlauf treibt das Wasser ein kleines Wasserkraftwerk mit einer vertikalen Kaplanturbine an und tritt durch zwei niedrige Ausläufe wieder aus.